# Cryptophis nigrostriatus
Espèce
Synonymes
- Hoplocephalus nigro-striatus Krefft, 1864
- Rhinoplocephalus nigrostriatus (Krefft, 1864)
- Alecto dorsalis Jan & Sordelli, 1873

Cryptophis nigrostriatus est une espèce de serpents de la famille des Elapidae. 

## Répartition
Cette espèce se rencontre au Queensland en Australie et dans la province ouest en Papouasie-Nouvelle-Guinée.

## Description
C'est un serpent venimeux et vivipare.

## Publication originale
- Krefft, 1864 : Descriptions of three new species of Australian snakes. Proceedings of the Zoological Society of London, vol. 1864, p. 180-182 (texte intégral).